# MTV Unplugged/Musica de fondo Tour
El MTV Unplugged/Musica de Fondo Tour fue una gira de la banda mexicana de rock Zoé promocionando su álbum MTV Unplugged/Música de fondo. Duro desde mayo hasta diciembre de 2011.
Está gira se dio debido al gran éxito que tuvo el Unplugged, el cual fue un antes y después en la historia de la banda, consiguiendo una gran fama en su país de origen México y en el resto de latinoamericana.

## Músicos
Zoé
- León Larregui - Voz, guitarra acústica (En No Me Destruyas y Poli).
- Sergio Acosta - guitarra acústica, Ukelele.
- Ángel Mosqueda - Bajo, guitarra acústica, charango, voz.
- Rodrigo Guardiola - Batería, percusiones.
- Jesús Báez - Órgano eléctrico, piano, voz.

Músicos invitados
- Chetes - guitarra acústica, piano, mandolina, banjo, coros.
- Denise Gutiérrez - coros.
- Andrés Sánchez - Percusiones, glockenspiel, Bajo.
- Yamil Rezc - Percusiones, Vibráfono.
- Phill Vinall Arpa de boca (primera parte de la gira)
- Benjamín Carone Sheptak - Violín.
- Edgardo Carone Sheptak - Violín.
- Milana Soboleva Solobioma - Viola.
- Salomón Guerrero Alarcón - Violonchelo.
- Daniel Zlotnik - Saxofón tenor, Saxofón Barítono, Clarinete bajo, Arpa de boca (partes posterior de la gira).
- Alejandro Díaz - Trombón.
- Clive James Whatley - Trompa.

## Lista de Canciones
- 1. Sombras
- 2. Soñé
- 3. Últimos Días
- 4. No Me Destruyas
- 5. Labios Rotos
- 6. Dead
- 7. Veneno
- 8. Paula
- 9. Infinito
- 10. Vía Láctea
- 11. Poli/Love
- 12. Luna
- 13. Nada
- 14. Nunca

Encore
- 15. The Room
- 16. Besame Mucho

## Fechas del Tour[1][2][3][4][5]
| Fecha                                                                            | Ciudad           | País     | Lugar                                       | Espectadores |
| -------------------------------------------------------------------------------- | ---------------- | -------- | ------------------------------------------- | ------------ |
|                                                                                  |                  |          |                                             |              |
| 6 de mayo de 2011                                                                | Aguascalientes   | México   | Plaza de toros Monumental de Aguascalientes | 15000        |
| 7 de mayo de 2011                                                                | San Luis Potosí  | México   | Parque Tangamanga                           | 8000         |
| 8 de mayo de 2011                                                                | León             | México   | Domo de la Feria                            | 4443         |
| 12, 13, 14, 15, 19, 20, 21, 25, 26, 27 de mayo y 21, 22, 23, 24 de julio de 2011 | Ciudad de México | México   | Teatro Metropolitan                         | 3165         |
| 3 de junio de 2011                                                               | Mérida           | México   | Poliforum Zamná                             | 4000         |
| 4 de junio de 2011                                                               | Cancún           | México   | Plaza de Toros                              | 6000         |
| 9, 10 de junio de 2011                                                           | Tijuana          | México   | Auditorio Municipal                         | 5000         |
| 11 de junio de 2011                                                              | Mexicali         | México   | Isla de las Estrellas                       | 5384         |
| 17 de junio de 2011                                                              | Torreón          | México   | Coliseo Centenario                          | 11500        |
| 18 de junio de 2011                                                              | Monterrey        | México   | Auditorio Banamex                           | 11500        |
| 19 de junio de 2011                                                              | Guadalajara      | México   | Auditorio Telmex                            | 11500        |
| 23 de junio de 2011                                                              | Puebla           | México   | Auditorio siglo XXI                         | 5634         |
| 24 de junio de 2011                                                              | Xalapa           | México   | Gimnasio Universitario                      | 1205         |
| 25 de junio de 2011                                                              | Zapopan          | México   | Auditorio Benito Juárez                     | 3466         |
| 27 de junio de 2011                                                              | Villahermosa     | México   | Centro de Convenciones                      | 1800         |
| 29 de junio de 2011                                                              | Tuxtla Gutiérrez | México   | Teatro de la Ciudad Emilio Rabasa           | 1186         |
| 1 de julio de 2011                                                               | Querétaro        | México   | Auditorio Josefa Ortiz de Domínguez         | 5000         |
| 2 de julio de 2011                                                               | Cuernavaca       | México   | Auditorio Teopanzolco                       | 2000         |
| 3 de julio de 2011                                                               | Morelia          | México   | Palacio Del Arte                            | 4000         |
| 18, 19, 26 de octubre de 2011                                                    | Bogotá           | Colombia | Teatro Mayor                                | 1300         |
| 21 de octubre de 2011                                                            | Quito            | Ecuador  | El Teleférico                               | 3000         |
| 22 de octubre de 2011                                                            | Cuenca           | Ecuador  | Centro de Convenciones Mall del Río         | 2000         |
| 28 de octubre de 2011                                                            | Santa Cruz       | Bolivia  | Sonilum                                     | 1000         |
| 29 de octubre de 2011                                                            | La Paz           | Bolivia  | Teatro Al Aire Libre                        | 9000         |
| 1 de noviembre de 2011                                                           | Guadalajara      | México   | Auditorio Benito Juárez                     | 30000        |
| 4 de diciembre de 2011                                                           | Coatzacoalcos    | México   | Macroplaza                                  | 1000         |
| 6 de diciembre de 2011                                                           | Pachuca          | México   | Auditorio Gota de Plata                     | 2000         |
| 8 de diciembre de 2011                                                           | Tlaxcala         | México   | Estadio Tlahuicole                          | 10000        |
| 9 de diciembre de 2011                                                           | Monterrey        | México   | Auditorio Banamex                           | 11500        |
| 11 de diciembre de 2011                                                          | Durango          | México   | Centro De Espectáculos La Velaria           | 8000         |
| 15 de diciembre de 2011                                                          | Culiacán         | México   | Foro Tecate                                 | 10000        |
| 18 de diciembre de 2011                                                          | Ciudad de México | México   | El Plaza Condesa                            | 1600         |